# 16000 Neilgehrels
16000 Neilgehrels este un asteroid din centura principală de asteroizi.

## Descriere
16000 Neilgehrels este un asteroid din centura principală de asteroizi. A fost descoperit pe 10 ianuarie 1999 la Kitt Peak National Observatory, în cadrul proiectului Spacewatch. Asteroidul prezintă o orbită caracterizată de o semiaxă mare de 2,40 ua, o excentricitate de 0,17 și o înclinație de 2,2° în raport cu ecliptica.